# Liste der Bodendenkmäler in Burk
Auf dieser Seite sind die Bodendenkmäler in dem mittelfränkischen Markt Burk zusammengestellt. Diese Tabelle ist eine Teilliste der Liste der Bodendenkmäler in Bayern. Grundlage ist die Bayerische Denkmalliste, die auf Basis des Bayerischen Denkmalschutzgesetzes vom 1. Oktober 1973 erstmals erstellt wurde und seither durch das Bayerische Landesamt für Denkmalpflege geführt wird. Die folgenden Angaben ersetzen nicht die rechtsverbindliche Auskunft der Denkmalschutzbehörde.

## Bodendenkmäler in Burk
| Lage                       | Objekt | Akten-Nr.     | Bild           |
| -------------------------- | --- | ------------- | -------------- |
| Am Kirchplatz 6 (Standort) | Burgstall des Mittelalters sowie untertägige mittelalterliche und frühneuzeitliche Befunde der Vorgängerbauten der evangelisch-lutherischen Pfarrkirche von Burk, ferner Friedhof des Mittelalters und der frühen Neuzeit. | D-5-6828-0011 | weitere Bilder |
| (Standort)                 | Freilandstation des Mesolithikums und Siedlung des Neolithikums. | D-5-6828-0020 |                |
| (Standort)                 | Freilandstation des Mesolithikums und Siedlung des Neolithikums. | D-5-6828-0029 |                |